# Kostra dolní končetiny člověka
Kostra dolní končetiny člověka v podstatě odpovídá kostře pánevní končetiny savců, odlišnosti ve stavbě vyplývají z toho, že u člověka nesou veškerou váhu těla. Člověk je ploskochodec, při chůzi se podložky dotýká celá noha, podobně jako u ostatních primátů a medvědů.
Stejně jako u horní končetiny je i kostra dolní končetiny tvořena dvěma skupinami kostí:

## Pletenec dolní končetiny (cingulum)
Je tvořen jedinou kostí, která vznikla srůstem tří párových kostí v jednu jedinou.  
- Pánevní kost (pelvis, os coxae), která vzniká srůstem: 
  - Sedací kosti (os ischii)
  - Kyčelní kosti (os ilium)
  - Stydké kosti (os pubis)

Pánev je spojena s křížovou kostí nepohyblivým tuhým kloubem (amphiarthrosis). Dolní končetina je tedy k trupu připojena mnohem pevněji než horní, která je připojena kloubním spojením s hrudní kostí a pomocí svalů.
Stydké kosti jsou uprostřed spojeny chrupavčitou sponou. 
Muži mají vyšší a užší pánev, ženy naopak širší a tlustší.

## Kosti volné končetiny
Volná končetina:
- - Stehenní kost
  - Čéška (jablíčko)
  - Lýtková kost
  - Holenní kost

### Stehenní kost (skeleton femoris)
- Stehenní kost (femur)

Stehenní kost je největší kostí v lidském těle. Je kloubně spojena s pánví v kyčelním kloubu a s čéškou, holení a menisky v kolenním kloubu. Nikoliv však s lýtkovou kostí. Podle délky femuru se dá určit výška celé postavy.

### Kostra bérce (skeleton cruris)
U člověka je bérec tvořen dvěma kostmi:
- Holenní kost (tibia)
- Lýtková kost (fibula)

Holenní kost je na palcové straně, lýtková kost je na malíkové straně. 

### Kosti nohy (skeleton pedis)
- kotník (hlezený kloub)
- kosti zanártní (ossa tarsi)(7 kostí)
  - kost patní (calcaneus) Největší kost upíná se na ní Achillova šlacha.
- kosti nártní (ossa methatarsi) (5 kostí)
- články prstů (Phalanges) (všechny prsty mají 3 články kromě palce, ten má články 2)

- Celá noha je složena z 30 kostí:
- kost stehenní      (femur)
- čéška              (patella)
- kost holenní       (tibia)
- kost lýtková       (fibula)
- 7 kostí zánártních (ossa tarsi) - kost hlezenní, loďkovitá, 3 kůstky klínovité, kost krychlová, kost patní
- 5 kostí nártních   (ossa metatarsi)
- 14 článků prstů    (phalanges)

## Zlomeniny kostí dolní končetiny
Zlomeniny kostí dolní končetiny se, dle závažnosti, léčí konzervativně nebo chirurgicky pomocí zevní fixace nebo vnitřní fixace. Diagnóza zlomeniny je hlavně radiologická.